# Bak toe de roets
Bak toe de roets is de naam van het 127ste album uit de reeks van De avonturen van Urbanus en verscheen in 2008 in België. Het stripverhaal kwam van de hand van Willy Linthout.
Omdat de urbanusstrip 25 jaar bestaat, wil de burgemeester een (nogal klein) feest organiseren tegen zijn goesting. Toen Urbanus niet wou komen werd de burgemeester razend en liet een blad papier vallen. Daarop staat een eis van Standaard Uitgeverij: Urbanus is de leider van het feest. Uiteindelijk (na héél kwaad te worden) geeft de burgemeester toe dat Urbanus de baas over hem moet zijn. Na een heleboel van Urbanus zijn eisen en uitnodigingen beginnen René en Modest om de uitgenodigde mensen te zoeken. Ze halen koning Boudewijn en graaf Van Vierspleten uit de hemel, maar ze blijven zitten met één groot probleem: Zieziepeke van Meulebeke is vermist en zij is de belangrijkste na Urbanus op het feest.

## Achtergronden bij het verhaal
- De titel van het album is een verbastering van de Engelse uitdrukking "Back to the roots".
- In de hoofdrollen staat Marcel Kiekeboe uit de stripreeks De Kiekeboes te klagen.